# Acheilognathus omeiensis
Acheilognathus omeiensis är en fiskart som först beskrevs av Chung Kun Shih och Tchang, 1934.  Acheilognathus omeiensis ingår i släktet Acheilognathus och familjen karpfiskar. Inga underarter finns listade i Catalogue of Life.